# Paussomorphus
Paussomorphus – rodzaj myrmekofilnego chrząszcza z podrodziny Paussinae, rodziny biegaczowatych. Do tej grupy należą 3 gatunki. Wszystkie występują w Afryce tropikalnej.
Gatunki:
- Paussomorphus conradsianus (Reichensperger, 1938)
- P. pauliani  Reichensperger, 1951
- P. chevrolatii ( Westwood, 1852)